# Géminides
Les Géminides sont une pluie d'étoiles filantes observable chaque mois de décembre.

## Historique
Les Géminides sont observées pour la première fois à Manchester par l'astronome anglais Robert Philips Greg en décembre 1861 (une date très récente par rapport à d'autres essaims tels que les Perséides ou les Léonides), probablement en raison d'une météo plus favorable que d'habitude en cette saison et d'un accroissement de leur activité.

## Observations
Les météores de cet essaim peuvent être vus à la mi-décembre et avec habituellement un pic autour du 12 au 14 du mois.
Pour les observer, Il suffit de regarder la constellation des Gémeaux au-dessus de l'horizon est. Cependant, les plus longues et les plus brillantes étoiles filantes de cet essaim peuvent apparaître presque n'importe où sur le ciel.
Ils ont une vitesse moyenne de 35 km/s, environ la moitié de celle des Perséides, ce qui leur donne une couleur jaunâtre et explique que seulement 4 % laissent des traînées.

## Origine
L'essaim des Géminides semble provenir de (3200) Phaéton, astéroïde du groupe de Pallas qui passe près du Soleil à chaque 1,4 an. La masse qui s'en échappe est cependant beaucoup trop faible pour expliquer l'essaim, à moins que Phaéton n'ait été beaucoup plus actif dans un passé récent (noyau inactif d'une comète morte ou dormante).

## Activité annuelle
| Année | Activité       | Pic d'activité    | THZmax |
| ----- | -------------- | ----------------- | ------ |
| 2006  | 7-17 décembre  | 14 décembre       | 115    |
| 2007  |                | 15 décembre       | 122    |
| 2008  |                | 14 décembre       | 139    |
| 2009  |                | 13 décembre       | 120    |
| 2010  | 7-17 décembre  | 14 décembre       | 127    |
| 2011  |                | 14 décembre       | 198    |
| 2012  | 4-17 décembre  | 13-14 décembre    | 109    |
| 2013  | 4-17 décembre  | 14 décembre       | 134    |
| 2014  | 11-19 décembre | 14 décembre       | 253    |
| 2015  | 4-17 décembre  | 13 et 14 décembre | 120    |
| 2016  |                |                   |        |
| 2017  | 4-17 décembre  | 13 et 14 décembre |        |
| 2018  | 13-16 décembre | 14 décembre       |        |